# Campionati austriaci di sci alpino 2011
I Campionati austriaci di sci alpino 2011 si sono svolti a Saalbach-Hinterglemm tra il 22 e il 30 marzo. Il programma ha incluso gare di discesa libera, supergigante, slalom gigante, slalom speciale e supercombinata, tutte sia maschili sia femminili.
Trattandosi di competizioni valide anche ai fini del punteggio FIS, vi hanno partecipato anche sciatori di altre federazioni, senza che questo consentisse loro di concorrere al titolo nazionale austriaco.

## Risultati

### Uomini

#### Discesa libera
| Pos. | Atleta            | Nazione  | Tempo   |
| ---- | ----------------- | -------- | ------- |
| 1    | Max Franz         | Austria  | 1:37,98 |
| 2    | Klaus Kröll       | Austria  | 1:38,25 |
| 3    | Joachim Puchner   | Austria  | 1:38,31 |
| 4    | Hannes Reichelt   | Austria  | 1:38,60 |
| 5    | Bernhard Graf     | Austria  | 1:39,09 |
| 6    | Boštjan Kline     | Slovenia | 1:39,41 |
| 7    | Markus Dürager    | Austria  | 1:39,44 |
| 8    | Natko Zrnčić-Dim  | Croazia  | 1:39,50 |
| 9    | Rok Perko         | Slovenia | 1:39,51 |
| 10   | Otmar Striedinger | Austria  | 1:39,75 |

Data: 24 marzo

Località: Saalbach-Hinterglemm

Ore: 8.15 (UTC+1)

Pista: Zwölfer

Partenza: 1 825 m s.l.m.

Arrivo: 1 080 m s.l.m.

Lunghezza: 1 750 m

Dislivello: 745 m

Tracciatore: 

#### Supergigante
| Pos. | Atleta            | Nazione  | Tempo   |
| ---- | ----------------- | -------- | ------- |
| 1    | Björn Sieber      | Austria  | 1:00,01 |
| 2    | Joachim Puchner   | Austria  | 1:00,35 |
| 3    | Florian Scheiber  | Austria  | 1:00,41 |
| 4    | Romed Baumann     | Austria  | 1:00,47 |
| 5    | Bernhard Graf     | Austria  | 1:00,66 |
| 6    | Matthias Mayer    | Austria  | 1:00,76 |
| 7    | Hannes Reichelt   | Austria  | 1:00,82 |
| 8    | Max Franz         | Austria  | 1:01,02 |
| 9    | Andrej Jerman     | Slovenia | 1:01,06 |
| 10   | Frederic Berthold | Austria  | 1:01,14 |

Data: 26 marzo

Località: Saalbach-Hinterglemm

Ore: 8.15 (UTC+1)

Pista: Zwölfer

Partenza: 1 560 m s.l.m.

Arrivo: 1 080 m s.l.m.

Dislivello: 480 m

Tracciatore: 

#### Slalom gigante
| Pos. | Atleta              | Nazione   | Tempo   |
| ---- | ------------------- | --------- | ------- |
| 1    | Philipp Schörghofer | Austria   | 1:54,91 |
| 2    | Christoph Nösig     | Austria   | 1:55,30 |
| 3    | Roland Leitinger    | Austria   | 1:55,34 |
| 4    | Kryštof Krýzl       | Rep. Ceca | 1:55,59 |
| 5    | Bernard Vajdič      | Slovenia  | 1:55,84 |
| 6    | Marcel Mathis       | Austria   | 1:56,20 |
| 7    | Janez Jazbec        | Slovenia  | 1:56,60 |
| 8    | Björn Sieber        | Austria   | 1:56,73 |
| 9    | Matic Skube         | Slovenia  | 1:56,77 |
| 10   | Vincent Kriechmayr  | Austria   | 1:56,87 |

Data: 30 marzo

Località: Saalbach-Hinterglemm

1ª manche:

Ore: 

Pista: 

Partenza: 1 540 m s.l.m.

Arrivo: 1 060 m s.l.m.

Dislivello: 480 m

Tracciatore:

2ª manche:

Ore: 

Pista: 

Partenza: 1 540 m s.l.m.

Arrivo: 1 060 m s.l.m.

Dislivello: 480 m

Tracciatore:

#### Slalom speciale
| Pos. | Atleta              | Nazione   | Tempo   |
| ---- | ------------------- | --------- | ------- |
| 1    | Manfred Pranger     | Austria   | 1:18,35 |
| 2    | Christoph Dreier    | Austria   | 1:19,09 |
| 3    | Reinfried Herbst    | Austria   | 1:19,17 |
| 4    | Wolfgang Hörl       | Austria   | 1:19,43 |
| 5    | Filip Trejbal       | Rep. Ceca | 1:19,54 |
| 6    | Kryštof Krýzl       | Rep. Ceca | 1:20,01 |
| 7    | Christoph Nösig     | Austria   | 1:20,18 |
| 8    | Marc Digruber       | Austria   | 1:20,28 |
| 9    | Bernard Vajdič      | Slovenia  | 1:21,16 |
| 10   | Philipp Schörghofer | Austria   | 1:21,38 |

Data: 29 marzo

Località: Saalbach-Hinterglemm

1ª manche:

Ore: 

Pista: Zwölfer

Partenza: 1 220 m s.l.m.

Arrivo: 1 060 m s.l.m.

Dislivello: 160 m

Tracciatore:

2ª manche:

Ore: 

Pista: Zwölfer

Partenza: 1 220 m s.l.m.

Arrivo: 1 060 m s.l.m.

Dislivello: 160 m

Tracciatore:

#### Supercombinata
| Pos. | Atleta             | Nazione  | Tempo   |
| ---- | ------------------ | -------- | ------- |
| 1    | Marc Digruber      | Austria  | 1:36,86 |
| 2    | Bernhard Graf      | Austria  | 1:36,87 |
| 3    | Vincent Kriechmayr | Austria  | 1:37,13 |
| 4    | Manuel Wieser      | Austria  | 1:37,39 |
| 5    | Johannes Kröll     | Austria  | 1:37,71 |
| 6    | Björn Sieber       | Austria  | 1:38,12 |
| 7    | Tin Široki         | Slovenia | 1:38,15 |
| 8    | Daniel Danklmaier  | Austria  | 1:38,20 |
| 9    | Boštjan Kline      | Slovenia | 1:38,27 |
| 10   | Thomas Mayrpeter   | Austria  | 1:38,40 |

Data: 25 marzo

Località: Saalbach-Hinterglemm

1ª manche:

Ore: 7.45 (UTC+1)

Pista: Zwölfer

Partenza: 1 560 m s.l.m.

Arrivo: 1 080 m s.l.m.

Dislivello: 480 m

Tracciatore:

2ª manche:

Ore: 19.30 (UTC+1)

Pista: Zwölfer

Partenza: 

Arrivo: 

Dislivello:  

Tracciatore:

### Donne

#### Discesa libera
| Pos. | Atleta               | Nazione | Tempo   |
| ---- | -------------------- | ------- | ------- |
| 1    | Jessica Depauli      | Austria | 1:43,36 |
| 2    | Elisabeth Görgl      | Austria | 1:43,94 |
| 3    | Nicole Schmidhofer   | Austria | 1:44,38 |
| 4    | Christina Staudinger | Austria | 1:45,08 |
| 5    | Mariella Voglreiter  | Austria | 1:45,28 |
| 6    | Michaela Kirchgasser | Austria | 1:45,35 |
| 6    | Stefanie Moser       | Austria | 1:45,35 |
| 8    | Mirjam Puchner       | Austria | 1:46,18 |
| 9    | Tamara Tippler       | Austria | 1:46,25 |
| 10   | Margret Altacher     | Austria | 1:46,33 |

Data: 24 marzo

Località: Saalbach-Hinterglemm

Ore: 9.15 (UTC+1)

Pista: Zwölfer

Partenza: 1 825 m s.l.m.

Arrivo: 1 080 m s.l.m.

Lunghezza: 1 750 m

Dislivello: 745 m

Tracciatore: 

#### Supergigante
| Pos. | Atleta               | Nazione | Tempo   |
| ---- | -------------------- | ------- | ------- |
| 1    | Anna Fenninger       | Austria | 1:01,73 |
| 2    | Andrea Fischbacher   | Austria | 1:02,09 |
| 3    | Nicole Schmidhofer   | Austria | 1:02,11 |
| 4    | Michaela Kirchgasser | Austria | 1:02,15 |
| 5    | Margret Altacher     | Austria | 1:02,50 |
| 6    | Christina Staudinger | Austria | 1:02,59 |
| 7    | Jessica Depauli      | Austria | 1:02,62 |
| 8    | Nicole Hosp          | Austria | 1:02,76 |
| 9    | Stefanie Moser       | Austria | 1:02,81 |
| 10   | Mirjam Puchner       | Austria | 1:02,82 |

Data: 26 marzo

Località: Saalbach-Hinterglemm

Ore: 7.45 (UTC+1)

Pista: Zwölfer

Partenza: 1 560 m s.l.m.

Arrivo: 1 080 m s.l.m.

Dislivello: 480 m

Tracciatore: 

#### Slalom gigante
| Pos. | Atleta                     | Nazione  | Tempo   |
| ---- | -------------------------- | -------- | ------- |
| 1    | Ana Drev                   | Slovenia | 1:59,78 |
| 2    | Lisa-Maria Reiss           | Austria  | 2:00,75 |
| 3    | Julia Dygruber             | Austria  | 2:00,87 |
| 4    | Margret Altacher           | Austria  | 2:01,11 |
| 5    | Martina Geisler            | Austria  | 2:01,22 |
| 6    | Christina Staudinger       | Austria  | 2:01,29 |
| 7    | Stefanie Wopfner           | Austria  | 2:01,62 |
| 8    | Mirjam Puchner             | Austria  | 2:01,66 |
| 9    | Kathrin Auer               | Austria  | 2:01,81 |
| 10   | Agnieszka Gąsienica-Daniel | Polonia  | 2:01,90 |

Data: 30 marzo

Località: Saalbach-Hinterglemm

1ª manche:

Ore: 

Pista: 

Partenza: 1 540 m s.l.m.

Arrivo: 1 060 m s.l.m.

Dislivello: 480 m

Tracciatore:

2ª manche:

Ore: 

Pista: 

Partenza: 1 540 m s.l.m.

Arrivo: 1 060 m s.l.m.

Dislivello: 480 m

Tracciatore:

#### Slalom speciale
| Pos. | Atleta            | Nazione  | Tempo   |
| ---- | ----------------- | -------- | ------- |
| 1    | Marlies Schild    | Austria  | 1:25,63 |
| 2    | Alexandra Daum    | Austria  | 1:27,43 |
| 3    | Chiara Costazza   | Italia   | 1:27,61 |
| 4    | Maruša Ferk       | Slovenia | 1:28,47 |
| 5    | Carmen Thalmann   | Austria  | 1:28,54 |
| 6    | Karen Persyn      | Belgio   | 1:29,09 |
| 7    | Julia Dygruber    | Austria  | 1:29,10 |
| 8    | Ricarda Haaser    | Austria  | 1:29,25 |
| 9    | Lisa-Maria Reiss  | Austria  | 1:29,63 |
| 10   | Lisa-Maria Zeller | Austria  | 1:29,78 |

Data: 29 marzo

Località: Saalbach-Hinterglemm

1ª manche:

Ore: 

Pista: Zwölfer

Partenza: 1 220 m s.l.m.

Arrivo: 1 060 m s.l.m.

Dislivello: 160 m

Tracciatore:

2ª manche:

Ore: 

Pista: Zwölfer

Partenza: 1 220 m s.l.m.

Arrivo: 1 060 m s.l.m.

Dislivello: 160 m

Tracciatore:

#### Supercombinata
| Pos. | Atleta               | Nazione | Tempo   |
| ---- | -------------------- | ------- | ------- |
| 1    | Jessica Depauli      | Austria | 1:45,01 |
| 2    | Michaela Kirchgasser | Austria | 1:45,73 |
| 3    | Margret Altacher     | Austria | 1:46,29 |
| 4    | Stefanie Moser       | Austria | 1:46,78 |
| 5    | Michaela Rainer      | Austria | 1:47,10 |
| 6    | Sabrina Maier        | Austria | 1:47,15 |
| 7    | Bozana Maksic        | Austria | 1:48,28 |
| 8    | Nina Tipotsch        | Austria | 1:48,30 |
| 9    | Anna Schneeberger    | Austria | 1:48,86 |
| 9    | Theresa Thaler       | Austria | 1:48,86 |

Data: 25 marzo

Località: Saalbach-Hinterglemm

1ª manche:

Ore: 8.45 (UTC+1)

Pista: Zwölfer

Partenza: 1 560 m s.l.m.

Arrivo: 1 080 m s.l.m.

Dislivello: 480 m

Tracciatore:

2ª manche:

Ore: 20.00 (UTC+1)

Pista: Zwölfer

Partenza: 

Arrivo: 

Dislivello:  

Tracciatore: